# Хендерсон (Западна Вирџинија)
Хендерсон (енгл. Henderson) град је у америчкој савезној држави Западна Вирџинија.

## Демографија
По попису из 2010. године број становника је 271, што је 54 (-16,6%) становника мање него 2000. године.
|                   | 2010.        | 2000.        |
| Укупно            | 271 (100,0%) | 325 (100,0%) |
| Белци             | 257 (94,83%) | 317 (97,54%) |
| Азијати           | 5 (1,845%)   | 0 (0,000%)   |
| Афроамериканци    | 4 (1,476%)   | 0 (0,000%)   |
| Остали            | 4 (1,476%)   | 7 (2,154%)   |
| Хиспаноамериканци | 1 (0,369%)   | 1 (0,308%)   |